# Tökfélék
A tökfélék vagy kabakosok (Cucurbitaceae) a tökvirágúak (Cucurbitales) rendjének névadó családja. Ebbe a családba tartozik számos termesztett haszonnövény, mint például a görögdinnye, a sárgadinnye, az uborka, a termesztett tök és különféle fajtái (a cukkini, a csillagtök vagy patisszon, a spagettitök, az olajtök), az óriástök vagy sütőtök és ennek fajtái, a laskatök, a pézsmatök, illetve a lopótök.

## Elterjedés, élőhely
Döntően trópusi, szubtrópusi növényfajok tartoznak a családba, de egyesek (például a földitök (Bryonia) nemzetség tagjai) a mérsékelt övben is honosak. A tökfélék főként a nyíltabb termőhelyeket, erdőszéleket, bozótokat kedvelik; köztük vannak sztyeppkedvelők (pl. a görögdinnye), de előfordulnak sivatagiak is, mint például a sártök (Citrullus colocynthis). Erdőben élnek a Fevillea, a Zanonia és a Telfairia nemzetségbe sorolt fajok. A tökfélék közül egyedül a fekete földitök (Bryonia alba) és a piros földitök (Bryonia dioica) őshonos Közép-Európában, azon belül Magyarországon is.
A legkorábbi termesztett növények közé tartoznak.[forrás?] A családon belüli tök (Cucurbita) nemzetségből öt fajt – az ezüstmagvú tököt (Cucurbita argyrosperma), a fügelevelű tököt (laskatök, C. ficifolia), a pézsmatököt (C. moschata), az óriástököt (C. maxima) és a termesztett tököt (C. pepo) – az amerikai kontinensen több ezer éve termesztik vagy legalább felhasználják.

## Megjelenés
Általában egyéves lágyszárúak (földön heverők vagy kúszónövények), ritkán félcserjék és csak kivételesen fásszárúak (pl. a Dendrosicyos nemzetség). A kúszó fajok a leveleik mellől fejlődő kacsok segítségével kapaszkodnak meg valamilyen támasztékon, s ezzel tartják meg magukat. Ez úgy megy végbe, hogy a kacsok vége körbetekerednek a támasztékon, így körülhurkolják azt; a kacsok szabadon maradt része pedig sok esetben megrövidül, mert csavarvonalban (rugószerűen) összetekeredik úgy, hogy közben alsó és felső végük továbbra is ellentétes irányú marad. A kacsok formája lehet egyszerű, villásan elágazó, vagy többszörösen elágazó.
A legtöbb tökféle gyökere lefelé orsószerűen kivastagszik. A tökfélék jellegzetessége, hogy hajtásukban úgynevezett bikollaterális szállítónyalábok találhatók: azaz háncsrész a farészen kívül és azon belül is kifejlődött. Leveleik többnyire szórtan állnak a száron, kerekdedek, legtöbbször karéjosan osztottak, a családon belül nagy változatosságot mutatnak.
Öttagú, sugaras szimmetriájú virágaik szinte mindig egyivarúak. Virágos hajtásuk a levelek hónaljából fejlődik, virágaik állhatnak magánosan, párosával, de alkothatnak fürt-, fejecske vagy bugavirágzatot is; porzós virágzataik gyakran elágazódóbbak, mint a termős virágzatok. Virágtengelyük tányér, korsó, tölcsér vagy cső alakú. Pártájuk általában forrt (bár változó mértékben), legtöbbször kerék, tölcsér vagy harang alakú, és mélyen karéjos; az ritka, hogy a sziromlevelek teljesen szabadon állnak.
A tökfélék körében változatos a porzók összenövésének mértéke, illetve portokjaik alakja. A tökfélék portokjai kétrekeszűek, azaz két tékával (thecával) rendelkeznek. A portokfelek – azaz a tékák – például lehetnek egyenesek, hajlottak, de különféle módon (pl. U vagy S alakban) és mértékben görbülhetnek, csavarodhatnak is. A növényi morfológián alapuló rendszerezések a porzók jellegzetességei alapján bontják alacsonyabb rendű taxonokba ezt a családot. A tökfélék porzói változó hosszúságban nőttek rá a vacokra. Porzóik száma általában 5, mégis sok fajnál úgy tűnik, mintha csak 3 lenne, ami annak köszönhető, hogy közülük kettő-kettő többnyire összenő (azaz 4 porzó két párrá), és csak az ötödik áll szabadon; az összenövés mértéke eltérő lehet. Például a Thladiantha nemzetségben az öt porzószál közül kettő-kettő csak az alsó részükön nőtt össze, a Sicydium nemzetségben kettő-kettő porzószálnak a portok alatti része nőtt össze, azonban a Melothria nemzetségben két-két porzószál teljesen (azaz a csatlóknál is) összenőtt. A Bryonopsis nemzetségben szintén teljesen összenőtt két-két porzószál és ezek portokjai is, a portokok mindezek mellett még gyengén hajlottak is; ehhez hasonló jellegű és mértékű a porzók összenövése a földitök (Bryonia) nemzetségben is, itt azonban az összenőtt portokok csavarodott alakúak. A tök (Cucurbita) nemzetségben a „három” porzószál szabadon áll, de a csatlók háta összenőtt, és emiatt a portokok úgynevezett pollenzsákokat alkotnak; hasonlóan a Lagenaria nemzetségben is pollenzsákok alakultak ki, amelyek azonban erősen csavarodottak a portokok alakjának következtében. Egyes csoportoknál mind az öt porzószál teljesen összenőtt (esetleg még a portokok is a csatlók mentén), és egy központi oszlopot, szinandriumot (synandriumot) alkotnak a virágban; ez jellemző például a Cyclanthera nemzetségre, ahol ráadásul a portokfelek vízszintesen álló kettős gyűrűvé nőttek össze, amely a porzószálak és a csatlók alkotta, az összenőtt csatlók miatt pajzsszerűen kiszélesedett csúcsú oszlopot övezi.
A tökfélék termőiben 3 (ritkábban 4 vagy 5) termőlevél nőtt össze, magházuk alsó állású. Bibeszáluk oszlop alakú, és gyakori, hogy 3, villásan tagolt bibében végződik. Parietális placentáció jellemzi a tökféléket, a maglécek (placenták) pedig a sok esetben betüremlett termőlevelek összenövésénél (a termőlevelek szegélyén, de az összenövés miatt a termő falának középső részén) fejlődnek ki és kissé kifelé fordulnak.
A megporzáshoz nagy, feltűnő színű, nektárban dús virágaikkal csalogatják magukhoz a rovarokat.
Sajátos bogyószerű termésük a kabak, amely legtöbbször zárt, csak kevés esetben figyelhető meg rugalmasan felnyíló vagy szórószerkezetes termés. A kabak belső része és középső rétege többnyire puha, lédús, külső rétege azonban változó mértékben lehet kemény (a Lagenaria nemzetségben ez a külső réteg elfásodott, lásd például a lopótököt). A kabakok alakja változó, ahogyan méretük és tömegük is: a néhány grammtól az 50 kg-nál is nagyobb tömegű lehet: gondolhatunk a földitök (Bryonia) nemzetségben a néhány grammnyi termésekre, a dekagrammos tömegű uborkákra, és a tök nemzetségben előforduló, akár több tíz kilogrammos tökökre is.
A tökfélékre jellemző, hogy érett termésük magjaiban nincs magfehérje. A sziklevelek laposak, az egész maghoz képest nagy méretűek, és sok olajat tartalmaznak.

## Földtörténeti előfordulás
Az 1970-es évek elejéig kevés fosszíliát találtak, ami a tökfélékhez tartozik: Az amerikai kontinensen harmadidőszaki rétegekből előkerült levélmaradványok rendszertani helyét nem tudták egyértelműen meghatározni. Viszont kora pliocén korú rétegekben Trichosanthes nemzetségbe sorolható magot azonosítottak.

## Rendszerezés
A Cronquist-rendszer az ibolyavirágúak (Violales) rendjébe helyezte.
125 nemzetséget különböztetnek meg a családban, 825 fajjal. A következő rendszerezést Charles Jeffrey alkotta 1990-ben:
Zanonioideae alcsalád (apró, barázdált pollen)
- Zanonieae nemzetségcsoport
  - Fevilleinae al-nemzetségcsoport: Fevillea
  - Zanoniinae al-nemzetségcsoport: Alsomitra Zanonia Siolmatra Gerrardanthus Zygosicyos Xerosicyos Neoalsomitra
  - Gomphogyninae al-nemzetségcsoport: Hemsleya Gomphogyne Gynostemma
  - Actinostemmatinae al-nemzetségcsoport: Bolbostemma Actinostemma
  - Sicydiinae al-nemzetségcsoport: Sicydium Chalema Pteropepon Pseudosicydium Cyclantheropsis

Cucurbitoideae alcsalád
- Melothrieae nemzetségcsoport
  - Dendrosicyinae al-nemzetségcsoport: Kedrostis Dendrosicyos Corallocarpus Ibervillea Tumamoca Halosicyos Ceratosanthes Doyerea Trochomeriopsis Seyrigia Dieterlea Cucurbitella Apodanthera Guraniopsis Melothrianthus Wilbrandia
  - Guraniinae al-nemzetségcsoport: Helmontia Psiguria Gurania
  - Cucumerinae al-nemzetségcsoport: Melancium Cucumeropsis Posadaea Melothria Muellarargia Zehneria Cucumis (benne:  Mukia, Dicaelospermum, Cucumella, Oreosyce és Myrmecosicyos [4]).
  - Trochomeriinae al-nemzetségcsoport: Solena Trochomeria Dactyliandra Ctenolepsis
- Schizopeponeae nemzetségcsoport: Schizopepon
- Joliffieae nemzetségcsoport
  - Thladianthinae al-nemzetségcsoport: Indofevillea Siraitia Thladiantha Momordica
  - Telfairiinae al-nemzetségcsoport: Telfaria
- Trichosantheae nemzetségcsoport
  - Hodgsoniinae al-nemzetségcsoport: Hodgsonia
  - Ampelosicyinae al-nemzetségcsoport: Ampelosicyos Peponium
  - Trichosanthinae al-nemzetségcsoport: Gymnopetalum Trichosanthes Tricyclandra
  - Herpetosperminae al-nemzetségcsoport: Cephalopentandra Biswarea Herpetospermum Edgaria
- Benincaseae nemzetségcsoport
  - Benincasinae al-nemzetségcsoport: Cogniauxia Ruthalicia Lagenaria Benincasa Praecitrullus Citrullus Acanthosicyos Eureiandra Bambekea Nothoalsomitra Coccinia Diplocyclos Raphidiocystis Lemurosicyos Zombitsia Ecballium Bryonia
  - Luffinae al-nemzetségcsoport: Luffa
- Cucurbiteae nemzetségcsoport (sokpórusú, tüskés pollen): Cucurbita Sicana Tecunumania Calycophysum Peponopsis Anacaona Polyclathra Schizocarpum Penelopeia Cionosicyos Cayaponia Selysia Abobra
- Sicyeae nemzetségcsoport (trichómás nektárium, 4-10-nyílású pollenszemek)
  - Cyclantherinae al-nemzetségcsoport: Hanburia Echinopepon Marah Echinocystis Vaseyanthus Brandegea Apatzingania Cremastopus Elateriopsis Pseudocyclanthera Cyclanthera Rytidostylis
  - Sicyinae al-nemzetségcsoport: Sicyos Sicyosperma Parasicyos Microsechium Sechium Sechiopsis Pterosicyos
- incertae sedis: Odosicyos

A nemzetségek ábécérendben:
Abobra Acanthosicyos Actinostemma Alsomitra Ampelosycios Anacaona Apatzingania Apodanthera Bambekea Benincasa Biswarea Bolbostemma Brandegea Bryonia Calycophysum Cayaponia Cephalopentandra Ceratosanthes Chalema Cionosicyos Citrullus Coccinia Cogniauxia Corallocarpus Cremastopus Ctenolepis Cucumella Cucumeropsis Cucumis Cucurbita Cucurbitella Cyclanthera Dactyliandra Dendrosicyos Dicaelospermum Dieterlea Diplocyclos Doyerea Ecballium Echinocystis Echinopepon Edgaria Elateriopsis Eureiandra Fevillea Gerrardanthus Gomphogyne Gurania Guraniopsis Gymnopetalum Gynostemma Halosicyos Hanburia Helmontia Hemsleya Herpetospermum Hodgsonia Ibervillea Indofevillea Kedrostis Lagenaria Lemurosicyos Luffa Marah Melancium Melothria Melothrianthus Microsechium Momordica Muellerargia Mukia Myrmecosicyos Neoalsomitra Nothoalsomitra Odosicyos Oreosyce Parasicyos Penelopeia Peponium Peponopsis Polyclathra Posadaea Praecitrullus Pseudocyclanthera Pseudosicydium Psiguria Pteropepon Pterosicyos Raphidiocystis Ruthalicia Rytidostylis Schizocarpum Schizopepon Sechiopsis Sechium Selysia Seyrigia Sicana Sicydium Sicyos Sicyosperma Siolmatra Siraitia Solena Tecunumania Telfairia Thladiantha Trichosanthes Tricyclandra Trochomeria Trochomeriopsis Tumacoca Vaseyanthus Wilbrandia Xerosicyos Zanonia Zehneria Zombitsia Zygosicyos

## Toxicitás
A tökfélék és rokonaik, így például a cukkini vagy az uborka vadfajai is kesernyés ízűek, amit termesztésük során, nemesítéssel vontak ki, így a ma ismert ehető fajták már általában nem tartalmaznak keserűanyagot. Azonban a vad típusokkal (pl. dísztökökkel) való visszakeresztezés eredményeként, vagy spontán fordított mutációval a mag önszaporodása esetén, illetve egyes kutatások szerint aszályos időkben, az eredetileg a rovar és gomba kártevők ellen termelt különféle keserű ízű méreganyagokat a növények újra előállítják. Ezek, a Cucurbitaceae és számos más növénycsalád tagjaiban is megtalálható terpenoidok, a kukurbitacinok, egy igen változatos vegyületcsoport, amit a gyógyászatban és rovarölőszerként is használnak. Már kis mennyiségben is hányingert, hányást, hasmenést, sőt életveszélyes bélkárosodást is okozhat. Keserű íz észlelésekor ezért tilos a növényrészek felhasználása, elfogyasztása.

## Képek

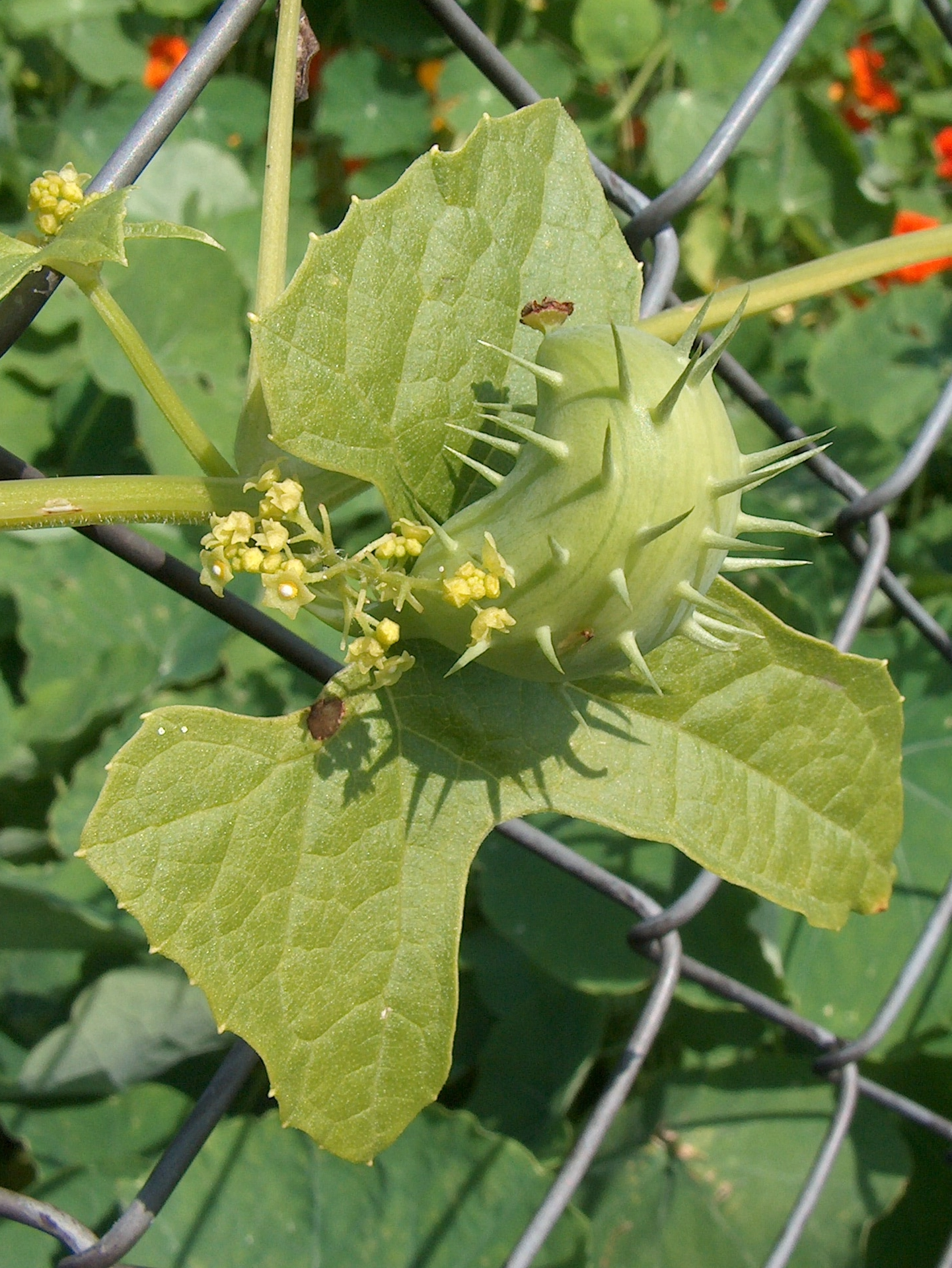
Cyclanthera explodens Syn.: Cyclanthera brachystachya)
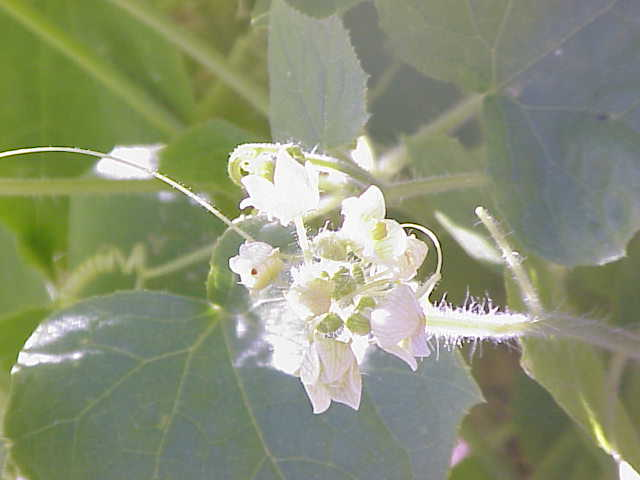
Cyclanthera pedata
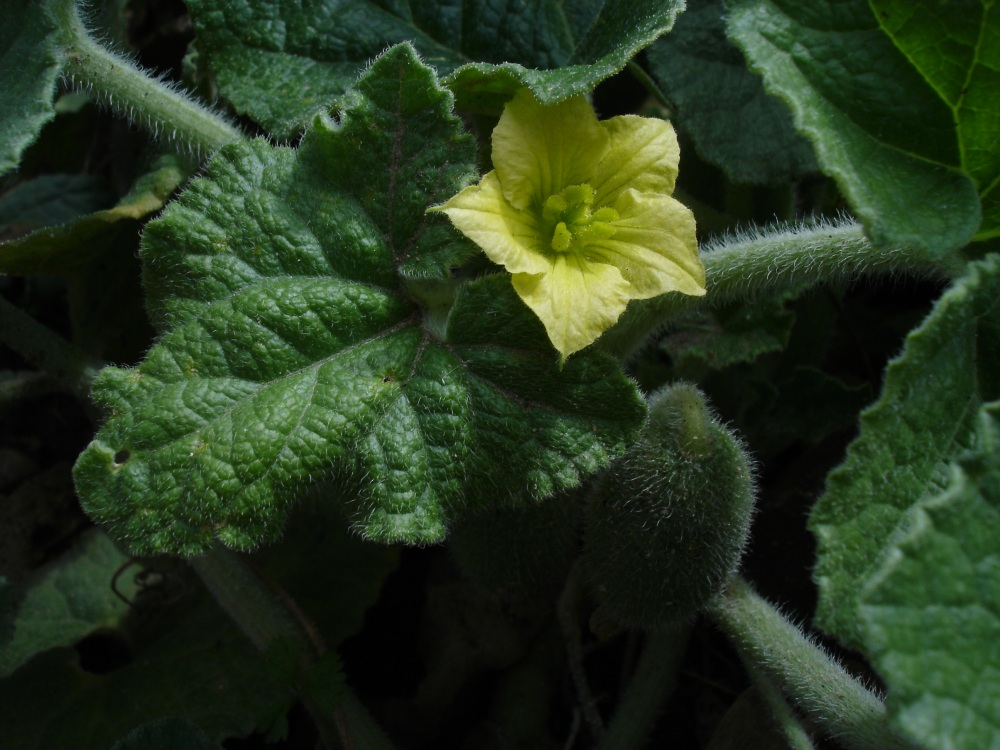
Ecballium elaterium
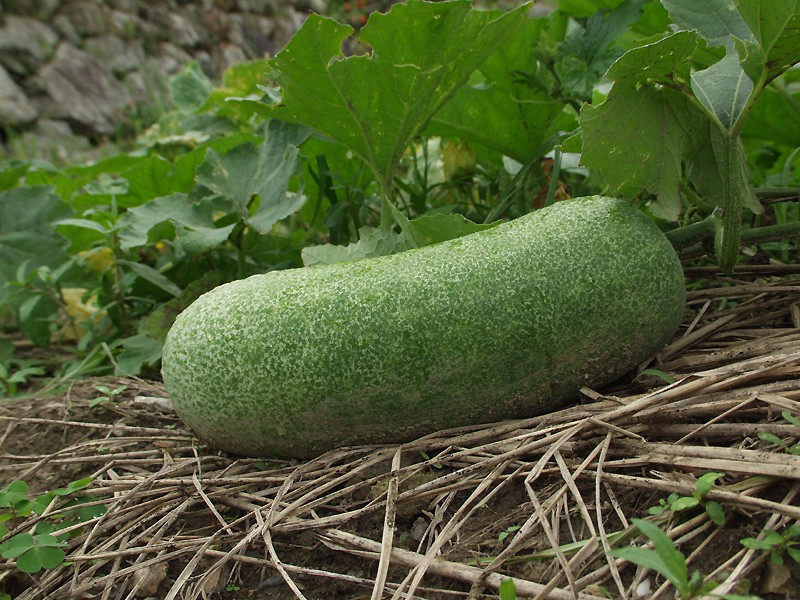
Benincasa hispida
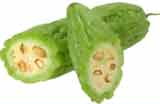
Momordica charantia, A gyümölcs keresztmetszete
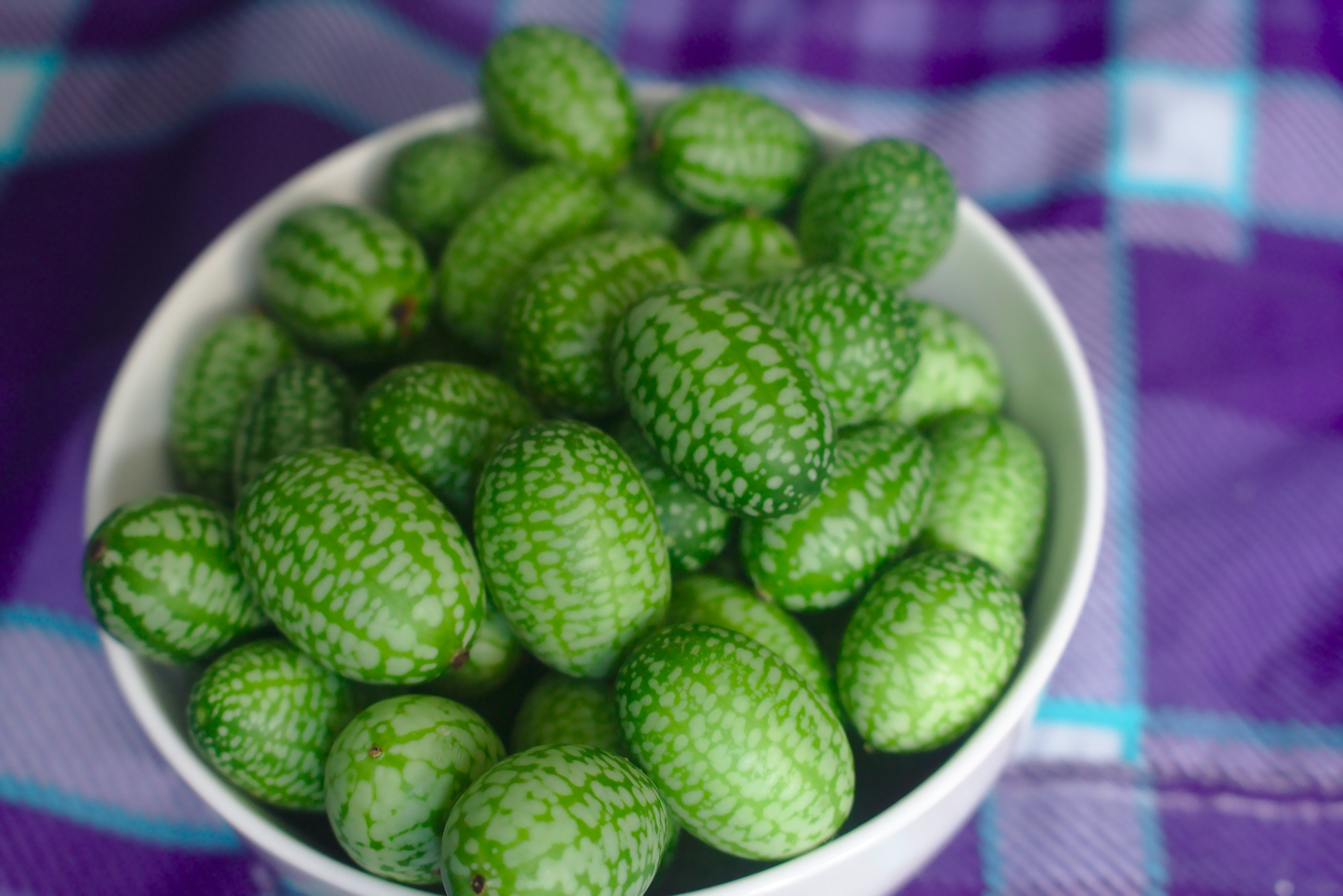
mexikói datolyauborka